# Lake Moogerah
Lake Moogerah är en sjö i Australien. Den ligger i delstaten Queensland, omkring 81 kilometer sydväst om delstatshuvudstaden Brisbane. Lake Moogerah ligger 147 meter över havet. Arean är 6,2 kvadratkilometer. Den sträcker sig 3,8 kilometer i nord-sydlig riktning, och 3,8 kilometer i öst-västlig riktning.
I omgivningarna runt Lake Moogerah växer huvudsakligen savannskog. Runt Lake Moogerah är det mycket glesbefolkat, med 5 invånare per kvadratkilometer. Genomsnittlig årsnederbörd är 1 402 millimeter. Den regnigaste månaden är januari, med i genomsnitt 269 mm nederbörd, och den torraste är september, med 37 mm nederbörd.